# 赛伦赛斯特公园

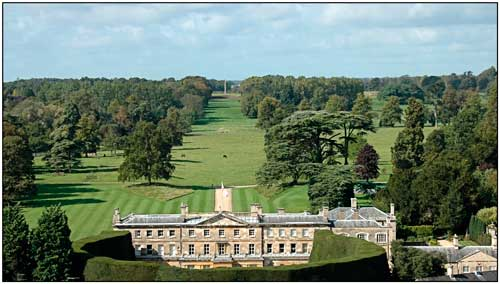
赛伦赛斯特公园

赛伦赛斯特公园（Cirencester Park）是一座英格蘭鄉村別墅，位于英格兰格洛斯特郡的赛伦赛斯特，是巴瑟斯特家族、巴瑟斯特伯爵（Earl Bathurst）的驻地。
这是一座II* 级登录建筑。 并列入一级保护的历史公园和花园名录。
51°43′1″N 1°58′20″W / 51.71694°N 1.97222°W